# Dellona
Dellona è un comune degli Stati Uniti, situato in Wisconsin, nella Contea di Sauk.